# 鹰巢
鹰巢（德語：Kehlsteinhaus）位于德国南部巴伐利亚州贝希特斯加登附近的阿尔卑斯山脉，海拔1834米。1937年由马丁·鲍曼下令建造，1938年完成，作为希特勒50岁生日贺礼的一座别墅。希特勒将其用作款待重要客人之用。但是希特勒来此處不超過10次，停留時間大部分都未超過30分鐘。1945年4月25日，盟军对上薩爾茨堡进行轰炸，但鷹巢并未受到损坏。如今鹰巢已经成为重要的游览目的地。